# Gherăești
Gherăești es una comuna ubicada en el distrito de Neamț, Rumania.

## Superficie
Posee una superficie de 30,70 kilómetros cuadrados.

## Demografía
Hasta 2021 la población era de 4715 habitantes, con una densidad de población de 153,6 habitantes por kilómetro cuadrado.